# Doryctes leucogaster
Doryctes leucogaster är en stekelart som först beskrevs av Christian Gottfried Daniel Nees von Esenbeck 1834.  Doryctes leucogaster ingår i släktet Doryctes och familjen bracksteklar. Arten är reproducerande i Sverige. Inga underarter finns listade i Catalogue of Life.